# 14917 Taco
14917 Taco eller 1994 AD11 är en asteroid i huvudbältet som upptäcktes den 8 januari 1994 av Spacewatch vid Kitt Peak-observatoriet. Den är uppkallad efter den amerikanske astronauten Kenneth D. Cockrell.
Asteroiden har en diameter på ungefär 9 kilometer.